# Quasi-Möbiusabbildung
In der metrischen Geometrie verallgemeinern Quasi-Möbiusabbildungen den aus der komplexen Geometrie bekannten Begriff der Möbiusabbildung. Sie kommen insbesondere als Randabbildungen von Quasi-Isometrien Gromov-hyperbolischer Räume vor.

## Definition
Eine Abbildung {\displaystyle f\colon X_{1}\to X_{2}} zwischen metrischen Räumen {\displaystyle (X_{1},d_{1})} und {\displaystyle (X_{2},d_{2})} heißt quasi-Möbius, wenn sie das Doppelverhältnis bis auf eine kontrollierte Abweichung erhält, wenn es also eine stetige Bijektion {\displaystyle \eta \colon \left(0,\infty \right)\to \left(0,\infty \right)} mit 
{\displaystyle \left[f(x_{1}),f(x_{2}),f(x_{3}),f(x_{4})\right]\leq \eta (\left[x_{1},x_{2},x_{3},x_{4}\right])\ \ \forall x_{1},x_{2},x_{3},x_{4}\in X_{1}}
gibt. Dabei ist das Doppelverhältnis von vier Punkten in einem metrischen Raum {\displaystyle (X,d)} definiert durch {\displaystyle \left[x_{1},x_{2},x_{3},x_{4}\right]={\frac {d(x_{1},x_{3})d(x_{2},x_{4})}{d(x_{1},x_{4})d(x_{2},x_{3})}}}. 
Wenn sogar 
{\displaystyle \left[f(x_{1}),f(x_{2}),f(x_{3}),f(x_{4})\right]=\left[x_{1},x_{2},x_{3},x_{4}\right]\ \ \forall x_{1},x_{2},x_{3},x_{4}\in X_{1}}
gilt, dann spricht man (in Verallgemeinerung des Begriffes aus der komplexen Geometrie) von einer Möbiusabbildung.

## Eigenschaften
Vertauschen von {\displaystyle x_{1}} und {\displaystyle x_{2}} ergibt die umgekehrte Ungleichung (mit einer anderen Funktion {\displaystyle \eta }). Daraus folgt, dass das Inverse einer Quasi-Möbiusabbildung wieder eine Quasi-Möbiusabbildung ist. Weiterhin ist die Verknüpfung zweier Quasi-Möbiusaabbildungen eine Quasi-Möbiusabbildung.
Quasi-Möbiusabbildungen sind quasikonform. Die Umkehrung gilt in Loewner-Räumen.

## Satz von Efremowitsch-Tichomirowa
Jede Quasi-Isometrie {\displaystyle f\colon X\to Y} zwischen {\displaystyle \delta }-hyperbolischen Räumen lässt sich zu einem Homöomorphismus der Ränder im Unendlichen {\displaystyle \partial _{\infty }f\colon \partial _{\infty }X\to \partial _{\infty }Y} fortsetzen, der eine Quasi-Möbiusabbildung ist.
Dieser Satz hat eine Umkehrung für nicht-entartete {\displaystyle \delta }-hyperbolische Räume, d. h. wenn es eine Konstante {\displaystyle C} gibt, so dass jeder Punkt im Abstand höchstens {\displaystyle C} aller drei Seiten eines Dreiecks liegt. Unter dieser Voraussetzung lässt sich jeder 
Quasi-Möbius-Homöomorphismus {\displaystyle \partial _{\infty }f\colon \partial _{\infty }X\to \partial _{\infty }Y}
zu einer Quasi-Isometrie {\displaystyle f\colon X\to Y} fortsetzen.